# پنگوئن (مجموعه تلویزیونی)
پنگوئن (انگلیسی: The Penguin) مینی‌سریال تلویزیونی درام جنایی آمریکایی است که به‌دست لورن لفرانک برای سرویس استریمینگ اچ‌بی‌او ساخته شده است. این مینی‌سریال بر پایهٔ شخصیت به همین نامِ متعلق به دی‌سی کامیکس است و اسپین‌آفی بر فیلم ابرقهرمانی بتمن (۲۰۲۲) محسوب می‌شود و به قدرت رسیدن پنگوئن در دنیای تبهکاران گاتهام سیتی را بررسی می‌کند. این مجموعه به‌وسیلهٔ دی‌سی استودیوز با مشارکت استودیوهای تلویزیون برادران وارنر ساخته شده است و لورن لفرانک به‌عنوان شورانر در آن فعالیت می‌کند.
کالین فارل که در فیلم بتمن حضور داشت، بار دیگر نقش اصلی پنگوئن را بازی می‌کند و کریستین میلیوتی، رنزی فلیز، دیدره اوکانل، کلنسی براون، کارمن اجوگو، مایکل زیگن، برتو کولون، جیمز مادیو، جاشوا بیتتون، دیوید اچ. هولمز، دنیل جی. واتس، بن کوک، جیمی لاسون، مایکل کلی و مارک استرانگ دیگر بازیگران این مجموعه هستند. مراحل ساخت تا سپتامبر ۲۰۲۱ در جریان بود و لفرانک به‌عنوان نویسنده ملحق شد و فارل به زودی تأیید کرد که نقشش را از سر می‌گیرد. اچ‌بی‌او مکس سفارش این مجموعه را بلافاصله پس از اکران فیلم بتمن در مارس ۲۰۲۲ سفارش داد و کریگ زوبل تا اکتبر آن سال برای کارگردانی سه قسمت نخست محلق شد. فیلم‌برداری در مارس ۲۰۲۳ در نیویورک آغار شد و در ژوئن همان سال به‌سبب اعتصاب انجمن نویسندگان آمریکا در سال ۲۰۲۳ به حالت تعلیق درآمد. فیلم‌برداری در اواخر نوامبر از سر گرفته شد و در فوریهٔ ۲۰۲۴ به پایان رسید. این مجموعه در ژوئیهٔ ۲۰۲۴ از جانشین اچ‌بی‌او مکس یعنی مکس به اچ‌بی‌او منتقل شد. کریگ زوبل سه قسمت نخست را کارگردانی کرد.
پنگوئن نخستین بار در ۱۹ سپتامبر ۲۰۲۴ از طریق اچ‌بی‌او در ایالات متحده پخش شد و شامل هشت قسمت تا ۱۰ نوامبر بود. این مجموعه نقدهای مثبتی از سوی منتقدان دریافت کرد.

## مقدمهٔ داستان
داستان این مجموعه یک هفته پس از وقایع فیلم بتمن (۲۰۲۲) رخ می‌دهد و به قدرت رسیدن آزوالد «آز» کابلپات / پنگوئن در دنیای جنایتکاران گاتهام سیتی را به تصویر می‌کشد.

## بازیگران

### اصلی
- کالین فارل در نقش آزوالد «آز» کابلپات / پنگوئن
- کریستین میلیوتی در نقش سوفیا فالکون / دارزَن
- رنزی فلیز در نقش ویکتور «وِک» آگلار
- دیردری اوکانل در نقش فرنسیس کاب
- کلنسی براون در نقش سالواتور مارونی
- کارمن اجوگو در نقش ایو کارلو
- مایکل زیگن در نقش آلبرتو فالکون
- برتو کولون در نقش کاستیلو
- جیمز مادیو در نقش میلوس گراپا
- جاشوا بیتتون در نقش مایکی استون
- دیوید اچ. هلمز در نقش نیک فوکس
- دانیل جی. واتس در نقش برونو تس
- بن کاک در نقش کالوین
- جیم لاوسون در نقش بلا رئال
- مایکل کلی در نقش جانی ویتی
- مارک استرانگ در نقش کارماین فالکون
- اسکات کوئن در نقش لوکا فالکون
- شهره آغداشلو در نقش نادیا مارونی
- تئو روسی در نقش جولین راش
- الکسا پالادینو در نقش کارلا ویتی
- کریگ واکر در نقش کارآگاه مارکوس وایز
- تس سولتاو در نقش تینا فالکون
- ماری بوتا در نقش مگ‌پای
- جارد آبراهامسون در نقش اسکوئد
- نادین مالوف
- آریا شاه‌قاسمی در نقش تاج مارونی

### مهمان
- فرانسوا چاو در نقش فنگ زائو
- پیتر مک‌دونالد در نقش ویلیام کنزی

## تولید

### فیلم‌برداری
تصویربرداری اصلی در ۱ مارس ۲۰۲۳ در نیویورک سیتی تحت عنوان کاری باس (Boss) آغاز شد. انتظار می‌رفت مراحل فیلم‌برداری تا اواسط سال ۲۰۲۳ ادامه یابد.

## انتشار
پنگوئن نخستین بار در ۱۹ سپتامبر ۲۰۲۴ در مکس پخش شد و شامل هشت قسمت بود. این مجموعه در ابتدا برای نمایش در میانهٔ ۲۰۲۴ برنامه‌ریزی شده بود اما به دلیل اعتصابات انجمن نویسندگان آمریکا و سگ-افترا به تعویق افتاد.

## بازخورد
این مجموعه در وبگاه گردآوری نقد راتن تومیتوز بر اساس نظر ۱۷۵ منتقد، امتیاز ۹۵٪ با میانگین نمرهٔ ۸٫۱۵/۱۰ را کسب کرده است. اجماع منتقدان این وبگاه می‌نویسد: «پنگوئن که گاتهام را از طریق ضربه‌های کمرشکن به‌جای نام‌آوای ترکاندن به تصویر می‌کشد، یک حماسه جنایی زمینه‌دار است که کالین فارل و کریستین میلیوتیِ صحنه‌دزد به آن ابهت داده‌اند.» این مجموعه در متاکریتیک، که از میانگین وزنی استفاده می‌کند، بر اساس نظر ۴۱ منتقد امتیاز ۷۲ از ۱۰۰ را کسب کرده که نشان‌گر واکنش‌های «عموماً مطلوب» است.

## آینده
مت ریوز در سپتامبر ۲۰۲۴ اعلام کرد که کالین فارل نقش پنگوئن را در بتمن – بخش دو مجدداً بازی خواهد کرد.